# لوپه فوئنتس
لوپه فوئنتس (اسپانیایی: Lupe Fuentes‎؛ زاده ۲۷ ژانویهٔ ۱۹۸۷) یک بازیگر پورنوگرافی اهل کلمبیا است.